# Heartburn
Heartburn is een Amerikaanse film uit 1986 van Mike Nichols met in de hoofdrollen Meryl Streep en Jack Nicholson.
De film is gebaseerd op de gelijknamige roman van Nora Ephron uit 1983. De roman is weer gebaseerd op het huwelijk van Nora Ephron met journalist Carl Bernstein. Bernstein had een affaire met de Britse politica Margaret Jay toen Ephron zwanger was van haar tweede kind. Heartburn was een groot succes in de bioscopen en bracht meer dan 25 miljoen dollar op.

## Verhaal
Rachel Samstat schrijft culinaire artikelen voor een tijdschrift. Ze is gescheiden van haar eerste man en loopt bij een psychiater vanwege depressies. Tijdens de huwelijksceremonie van een vriendin ontmoet ze de columnist Mark Forman die werkt voor een krant in Washington. Rachel en Mark worden verliefd, maar Rachel is panisch bij het idee dat ze weer moet trouwen. Als het huwelijk voltrokken moet worden sluit ze zich op in haar slaapkamer en moet er door vrienden en familie uit worden gepraat. Ze trouwt uiteindelijk toch en vertrekt met Forman naar Washington waar ze een huis kopen. Regelmatig zijn er etentjes met vrienden en Mark adoreert haar. Ze krijgen een dochtertje en alles lijkt prima te gaan. Als ze zwanger raakt van haar tweede kind besluit Rachel om thuis te gaan werken en wordt een fulltime moeder. Op zeker moment begint het haar wel op te vallen dat Mark wel erg vaak sokken moet kopen bij de supermarkt. Hij zegt dat het komt doordat de wasmachine deze kledingstukken zoekmaakt. Als Rachel bij de kapper zit, hoort ze haar kapster klagen tegen een vriendin. Het meisje vertelt dat haar vriend haar ontrouw is en dat iedereen het weet, behalve zij. De verbijsterde Rachel realiseert zich plotseling dat ze zelf ook het slachtoffer is van een ontrouwe man en dat iedereen het weet behalve zij. Ze snelt naar huis en doorzoekt de administratie van haar man. Het blijkt dat hij regelmatig in hotels verblijft met zijn maîtresse, Thelma Rice, en dat hij de kosten heeft gedeclareerd voor de belasting. Samen met haar dochter vlucht ze naar New York naar het huis van haar vader. Ze krijgt haar baan terug bij het tijdschrift en probeert weer op te krabbelen. Maar dan wordt ze in de metro beroofd. Als ze later in een groepsessie zit met haar psychiater en andere patiënten blijkt dat de overvaller haar is gevolgd. Hij berooft nu de hele psychiatrische groep. Rachel is op van de zenuwen en Mark haalt haar naar huis. Een tijdje gaat het goed, maar dan ontdekt Rachel dat Mark weer regelmatig bij Thelma zit. Als Rachel en Mark die avond naar een etentje van vrienden gaan, is Rachel opvallend rustig. Ze heeft haar specialiteit, citroentaart, meegenomen als toetje. Als iedereen zit en begint te praten, staat Rachel op, pakt de taart en drukt die in het gezicht van Mark. Vervolgens verlaat ze haar vrienden die in verbijstering achterblijven.

## Rolverdeling
| Acteur            | Personage      | Opmerkingen            |
| ----------------- | -------------- | ---------------------- |
| Meryl Streep      | Rachel Samstat |                        |
| Jack Nicholson    | Mark Forman    |                        |
| Stockard Channing | Julie Siegel   |                        |
| Jeff Daniels      | Richard        | Rachels hoofdredacteur |
| Milos Forman      | Dimitri        |                        |
| Steven Hill       | Harry Samstat  | Rachels vader          |
| Catherine O'Hara  | Betty          |                        |
| Mamie Gummer      | Annie          | Rachels oudste dochter |
| Joanna Gleason    | Diana          |                        |
| Richard Masur     | Arthur Siegel  |                        |
| Maureen Stapleton | Vera           |                        |
| Mercedes Ruehl    | Eve            |                        |
| Kevin Spacey      | overvaller     |                        |

## Acteurs
Oorspronkelijk zou Mandy Patinkin de rol van Mark Forman spelen, maar nadat het filmen al was begonnen, werd hij vervangen door Jack Nicholson. De oudste dochter van Rachel in de film is Mamie Gummer, de echte dochter van Meryl Streep.

## De feiten
De film is gebaseerd op de roman Heartburn die Nora Ephron schreef over huwelijk met Carl Bernstein. Ephron was van 1976 tot 1980 gehuwd met Bernstein. Bernstein was journalist en een van de twee reporters die het Watergateschandaal aan het licht brachten. Bernstein en Ephron kregen twee zonen en leken aanvankelijk gelukkig getrouwd. Ephron hielp haar man bij het herschrijven van het scenario van All the President's Men. Al snel bleek dat Bernstein affaires had met meerdere vrouwen. De affaire in het boek en in de film is gebaseerd op Bernsteins relatie met Margaret Jay, toen gehuwd met de Britse ambassadeur in de VS. Later ging Jay de politiek in en leidde tussen 1998-2001 het Britse House of Lords. Ephron omschreef Bernstein in haar boek als een man die zelfs in staat was om seks te hebben met een rolgordijn en Jay als een 'giraf met schoenmaat 45'. Bernstein was woedend over het boek en wilde het zelfs via de rechter laten verbieden. Dat lukte hem echter niet. In werkelijkheid was Nora Ephron zo geschokt door het overspel van haar man dat ze spontaan weeën kreeg en vroegtijdig moest bevallen.

## Muziek
Carly Simon schreef de muziek voor de film. In de film zijn twee van haar liedjes te horen: *"Coming Around Again" en "Itsy Bitsy Spider". Jack Nicholson zingt in de film een stukje van "Soliloquy" voor zijn pasgeboren zoon ("My Boy Bill"). Het nummer komt uit de musical Carousel van Rodgers en Hammerstein. Dit was een verwijzing naar de ouders van Nora Ephron, Henry en Phoebe, die in 1956 het scenario schreven voor de verfilming van deze musical.

## Ontvangst
De film ging in 843 bioscopen in première en bracht in het eerste weekend 5,7 miljoen dollar op. Wat opbrengst betreft, moest de prent alleen de spektakelfilm Aliens voor laten gaan. Uiteindelijk bracht de film in de VS 25,3 miljoen dollar op.